# Едгар Мичел
Едгар Дин „Ед” Мичел (енгл. Edgar Dean "Ed" Mitchell, : ; Херфорд, 17. септембар 1930 — Вест Палм Бич, 4. фебруар 2016) био је амерички астронаут, уфолог и парапсихолог. Шести је човек који је ходао по Месецу, и један од 24-ице који су путовали на њега. Заједно са Аланом Шепардом и Стјуартом Русом учествовао је 1971. године у Насиној мисији Аполо 14. Носилац је Председничке медаље слободе, највишег америчког цивилног одликовања.

## Биографија
Мичел је рођен 17. септембра 1930. године у Херфорду (Тексас), али је одрастао у Артижи (Нови Мексико). Тамо је 1948. године завршио средњу школу. У младости је био члан Младих извиђача САД и имао је други по реду чин, Life Scout. Са 13 година је научио да лети. Дипломирао је индустријски менаџмент на Карнеги Мелон Универзитету 1952. године, а 1961. је стекао диплому инжењера ваздухопловне технике у Морнаричкој постдипломској школи. Докторирао је на МТИ-ју у области аеронаутике и астронаутике. Као први у класи завршио је елитну школу за пробне пилоте при Америчком ратном ваздухопловству (иако официр Морнарице) у ваздухопловној бази Едвардс, Калифорнија. Почео је да ради за Насу 1966. године, а пре тога је служио Америчкој морнарици (између 1953. и 1972. године). Пензионисан је са чином капетана.
Забележио је 5.000 часова лета; 2.000 на млазњацима. У свемиру је провео девет дана. Био је резервни члан посаде Аполо 10 мисије, као и члан помоћне посаде Аполо 9 лета.
Члан је Капа Сигма братства и носио је беџ братства с мисијом на Месец; данас се тај беџ налази у седишту братства.
Мичела је 1998. године глумио Гери Кол у мини-серији Од Земље до Месеца.

### Друга интересовања
Учествовао је у паранормалном експерименту везано за ЕСП. Док је био на Месецу покушао је да телепатски шаље сигнале учесницима експеримента. Сматра да 90% НЛО-а од 1940. године потиче од посетилаца с друге планете. Двапут се разводио, иза себе је оставио троје деце и троје пасторчади. Члан је неколико кућа славних и носилац бројних друштвених признања, цивилних и војних одликовања.

## Смрт
Едгар Мичел је преминуо 4. фебруара 2016. године, у 86. години живота, док је био под хоспицијумском негом у Вест Палм Бичу (Флорида, САД). Почаст су му на друштвеним мрежама одале бројне колеге-астронаути и познаници.

## Галерија
- Мичел као астронаут НАСА, 1960-их година
- Мичел и Ал Шепард током припрема за лет Апола 14, 1970. године
- Мичел пред лет Апола 14, 1970. године
- Мичел у кокпиту Т-38, 1971. године
- Руса, Шепард и Мичел (слева надесно) разговарају пред мисију Аполо 14, 1971. године
- Мичел се припрема за укрцавање на Аполо 14, 1971. године
- Мичел поред америчке заставе на Месецу, 1971. године
- Мичел проучава мапу на Месецу, 1971. године
- Ронилац Морнарице САД помаже Мичелу да се укрца на сплавчић након слетања у Тихи океан, 1971. године
- Мичел, 2009. године
- Детаљ са комеморације Едгару Мичелу, 2016. године